# Johannes Heepe
Johannes Heepe (* 25. Mai 1885 in Leinde; † 23. November 1956 in Itzehoe) war ein deutscher evangelisch-lutherischer Geistlicher. Er war der letzte leitende Geistliche in Mecklenburg-Strelitz.

## Leben
Johannes Heepe war ein Sohn des Pastors Paul Heepe und seiner Frau Ann, geb. Danneil. Von 1896 bis zum Abitur Michaelis 1902 besuchte er das Neue Gymnasium in Braunschweig. Ab 1902 studierte er Evangelische Theologie an den Universitäten Göttingen, Rostock und Leipzig. Während seines Studiums in Göttingen wurde er 1902 Mitglied des Göttinger Wingolf. 1903 und 1904 wurde er außerdem Mitglied der Rostocker und Leipziger Wingolfsverbindung. Im März 1906 bestand er sein Erstes Theologisches Examen. Von Ostern 1906 bis Michaelis 1907 war er als Lehrer in Salzgitter tätig. Es folgte ein Studium der Geschichte und Philologie in Göttingen. Daneben bestand er 1908 das Zweite Theologische Examen. Ostern 1910 trat er in das Herzogliche Predigerseminar in Braunschweig ein und war ab November 1911 Collaborator in Braunschweig. 1913 wurde er in Göttingen mit einer von Karl Brandi betreuten Dissertation über Die Organisation der Altarpfründen an den Pfarrkirchen der Stadt Braunschweig im Mittelalter zum Dr. phil. promoviert; zugleich bestand er das Lehramtsexamen.
Im Ersten Weltkrieg diente er als Feldgeistlicher, zunächst im Westen und später bis 1918 Garnisonsprediger in Allenstein. Im April 1919 erhielt er eine Pfarrstelle in Neddemin in Mecklenburg-Strelitz; ab 1924 war er zugleich Propst des Neubrandenburger Bezirks. Ab 1925 war er ordentliches Mitglied der Theologischen Prüfungskommission für Mecklenburg-Strelitz.
Im Januar 1929 wechselte er auf die dritte Pfarrstelle an der Marienkirche (Neubrandenburg)  und wurde Vorsitzender des gemeinsamen oberen Kirchengerichts für beide Mecklenburg.
Zum 1. Mai 1933 trat er der NSDAP bei (Mitgliedsnummer 2.809.241). Nach der Machtübernahme der mit den Nationalsozialisten verbundenen Deutschen Christen wurde Heepe im Juli 1933 zum Oberkirchenrat in Neustrelitz ernannt. Nach der Beurlaubung von Landesbischof Gerhard Tolzien war Heepe als dessen geschäftsführender bzw. bevollmächtigter Nachfolger der leitende Geistliche der Landeskirche in Mecklenburg-Strelitz. Dafür erhielt er im Oktober 1933 die Amtsbezeichnung Landespropst. Nach der Vereinigung der beiden mecklenburgischen Landesteile und Landeskirchen ernannte der Landeskirchenführer Walther Schultz Heepe im Februar 1934 zum Landessuperintendenten und ersten Domprediger am Schweriner Dom sowie zum geistlichen Mitglied des Schweriner Oberkirchenrats.
1937 erfolgte seine Berufung zum Honorarprofessor für Praktische Theologie an der Universität Rostock – als erster deutschchristlicher Dozent.
Nach dem Ende des Zweiten Weltkriegs und der Befreiung vom Nationalsozialismus wurde Heepe zum 1. Juli 1945 von seinem Amt entbunden und in den Ruhestand versetzt. 1946 wurde ihm die Verwaltung der Kirchgemeinde Pritzier übertragen. Dieser Dienstauftrag wurde nach Ende des kirchlichen Spruchkammerverfahrens gegen ihn 1949 rückgängig gemacht.
Seit 1934 war er Mitglied im Verein für mecklenburgische Geschichte und Altertumskunde.
Sein Sohn Fritz Heepe (* 1920) wurde später Oberarzt in Münster.

## Werke
- Die Organisation der Altarpfründen an den Pfarrkirchen der Stadt Braunschweig im Mittelalter. Göttingen: Zwißler 1913, zugl. Göttingen, Phil. Diss., 1913

Digitalisat, Hathi Trust (University of California)